# Aniceto Arce (província)
Aniceto Arce é uma província da Bolívia localizada no departamento de Tarija, sua capital é a cidade de Padcaya.
Possui este nome em homenagem ao ex-presidente Aniceto Arce Ruiz, que governou no período de 1888 a 1892.